# 128P/Shoemaker-Holt 1-A
128P/Shoemaker-Holt 1-A, komet Jupiterove obitelji. 